# Torneo de Newport 2019
El Hall of Fame Open 2019 fue un torneo de tenis perteneciente al ATP Tour 2019 en la categoría ATP World Tour 250. El torneo tuvo lugar en la ciudad de Newport (Estados Unidos), desde el 15 hasta el 21 de julio de 2019 sobre césped.

## Distribución de puntos
| Modalidad            | Campeón | Finalista | Semifinales | Cuartos de final | 2ª ronda | 1ª ronda | Clasificados | 2ª ronda de clasificación | 1ª ronda de clasificación |
| Individual masculino | 250     | 165       | 100         | 50               | 25       | 0        | 13           | 7                         | 0                         |
| Dobles masculino     | 250     | 150       | 90          | 45               | 20       | 0        | -            | -                         | -                         |

## Cabezas de serie

### Individuales masculino
| Tenista          | Ranking | Preclasificados |
| John Isner       | 12      | 1               |
| Adrian Mannarino | 42      | 2               |
| Jordan Thompson  | 44      | 3               |
| Ugo Humbert      | 66      | 4               |
| Steve Johnson    | 71      | 5               |
| Ivo Karlović     | 80      | 6               |
| Aleksandr Búblik | 82      | 7               |
| Bradley Klahn    | 87      | 8               |

- Ranking del 1 de julio de 2019.[2]

### Dobles masculino
| Tenista                                | Ranking | Preclasificados |
| Santiago González Aisam-ul-Haq Qureshi | 109     | 1               |
| Jonathan Erlich Artem Sitak            | 120     | 2               |
| Marcus Daniell Leander Paes            | 122     | 3               |
| Ben McLachlan John-Patrick Smith       | 130     | 4               |

## Campeones

### Individual masculino
John Isner venció a  Aleksandr Búblik por 7-6(7-2), 6-3

### Dobles masculino
Marcel Granollers /  Sergiy Stakhovsky vencieron a  Marcelo Arévalo /  Miguel Ángel Reyes Varela por 6-7(10-12), 6-4, [13-11]